# Estación Acheral
La Estación Acheral fue una estación de ferrocarril de Acheral, Tucumán, Argentina. Formó parte del ramal CC12 del Ferrocarril Belgrano, que unía Lamadrid con la estación Tucumán Noroeste.

## Servicios
La estación fue inaugurada el 31 de mayo de 1895 tras un pedido realizado por poblaciones de la región en 1894 para la construcción de una estación ferroviaria. Conjuntamente se creó el pueblo de Acheral. Sirvió como estación del ramal CC12 del Ferrocarril Belgrano desde su inauguración hasta 1977, cuando fue clausurada. Actualmente no presta servicios y sus vías y andenes fueron levantados, existiendo una emisora radial y viviendo familias en el lugar.